# Thoissey
Thoissey je naselje in občina v jugovzhodnem francoskem departmaju Ain regije Rona-Alpe. Leta 1999 je naselje imelo 1.358 prebivalcev.

## Geografija
Kraj se nahaja ob izlivu reke Challarone v Saono, v pokrajini Dombes 41 km zahodno od Bourga.

## Administracija
Thoissey je sedež istoimenskega kantona, v katerega so poleg njegove vključene še občine Garnerans, Genouilleux, Guéreins, Illiat, Mogneneins, Montceaux, Montmerle-sur-Saône, Peyzieux-sur-Saône, Saint-Didier-sur-Chalaronne, Saint-Étienne-sur-Chalaronne in Valeins z 12.005 prebivalci.
Kanton je sestavni del okrožja Bourg-en-Bresse.

## Pobratena mesta
- Mons (Hainaut, Belgija);

1. ↑  »Populations légales 2016«. Nacionalni inštitut za statistične in gospodarske raziskave. Pridobljeno 25. aprila 2019.